# Caldwelliola caucana
Caldwelliola caucana är en insektsart som beskrevs av Young 1977. Caldwelliola caucana ingår i släktet Caldwelliola och familjen dvärgstritar. Inga underarter finns listade i Catalogue of Life.